# شورش سیستان و بلوچستان
شورش سیستان و بلوچستان بخشی از شورش در بلوچستان است که تقریباً از سال ۲۰۰۴ شروع شده‌اند و با شدت کم و به‌طور متقارن در استان سیستان و بلوچستان میان جمهوری اسلامی ایران و چند گروه سنی بلوچ که توسط ایران در فهرست گروه‌های تروریستی شناخته شده‌اند، در جریان است.

## طرفین درگیر

### ایران
- سپاه پاسداران انقلاب اسلامی، مسئول اقدامات نظامی و امنیتی است.[۷]
- وزارت اطلاعات، انجام عملیات‌های اطلاعاتی[۸]
- فرماندهی مرزبانی، درگیر شدن در درگیری‌های مرزی با گروه‌های شورشی[۹]

### شورشیان بلوچی
- جندالله: در سال ۲۰۰۲ بنیانگذاری شد، از سال ۲۰۰۵ تا ۲۰۱۲ فعال بوده و حملات مسلحانه‌ای علیه نظامیان و غیرنظامیان ایرانی انجام داده است. از زمان دستگیری و اعدام عبدالمالک ریگی رهبرشان در سال ۲۰۱۰ آنها مسئولیت چندین بمب‌گذاری را با هدایت محمد ظاهر بلوچ پذیرفته‌اند.[۲]
- حرکت انصار ایران: در سال ۲۰۱۲ بنیانگذاری شد. آنها مسئولیت چندین حملات را علیه پرسنل سپاه پاسداران و غیرنظامیان را برعهده گرفته‌اند. این گروه در دسامبر ۲۰۱۳ به واسطه ادغام منحل گشت.[۲][۱۰]
- جیش‌العدل: در سال ۲۰۱۲ به وسیله اعضای پیشین جندالله بنیانگذاری شد. اطلاعات اندکی در مورد این گروه وجود دارد. این گروه توسط صلاح الدین فاروقی رهبری می‌شود که مخالف مداخله ایران در جنگ داخلی سوریه بود. آنها ادعا نموده‌اند که از سال ۲۰۱۳ ده‌ها عملیات انجام داده‌اند.[۲][۱۱]
- انصار الفرقان: دسامبر ۲۰۱۳ با ادغام حرکت انصار ایران و پشتون‌های گروه حزب الفرقان بنیانگذاری شد. آنها با جبهةالنصره ارتباط دارند و رهبری این گروه برعهده شیخ ابوحفص البلوچی بود.[۱۲]
- سپاه صحابه: گروهک سپاه صحابه در اواخر سال ۱۳۸۹ تشکیل شد. این گروهک پس از صدور اطلاعیه‌ای موجودیت خود را اعلام کرد و بعد از آن قتل چندین نفر و همچنین مسئولیت انفجار خط لوله گاز قم را پذیرفته است. رهبر این گروه محمدگل شه‌بخش نام دارد.[۱۳]